# Krafft Basel

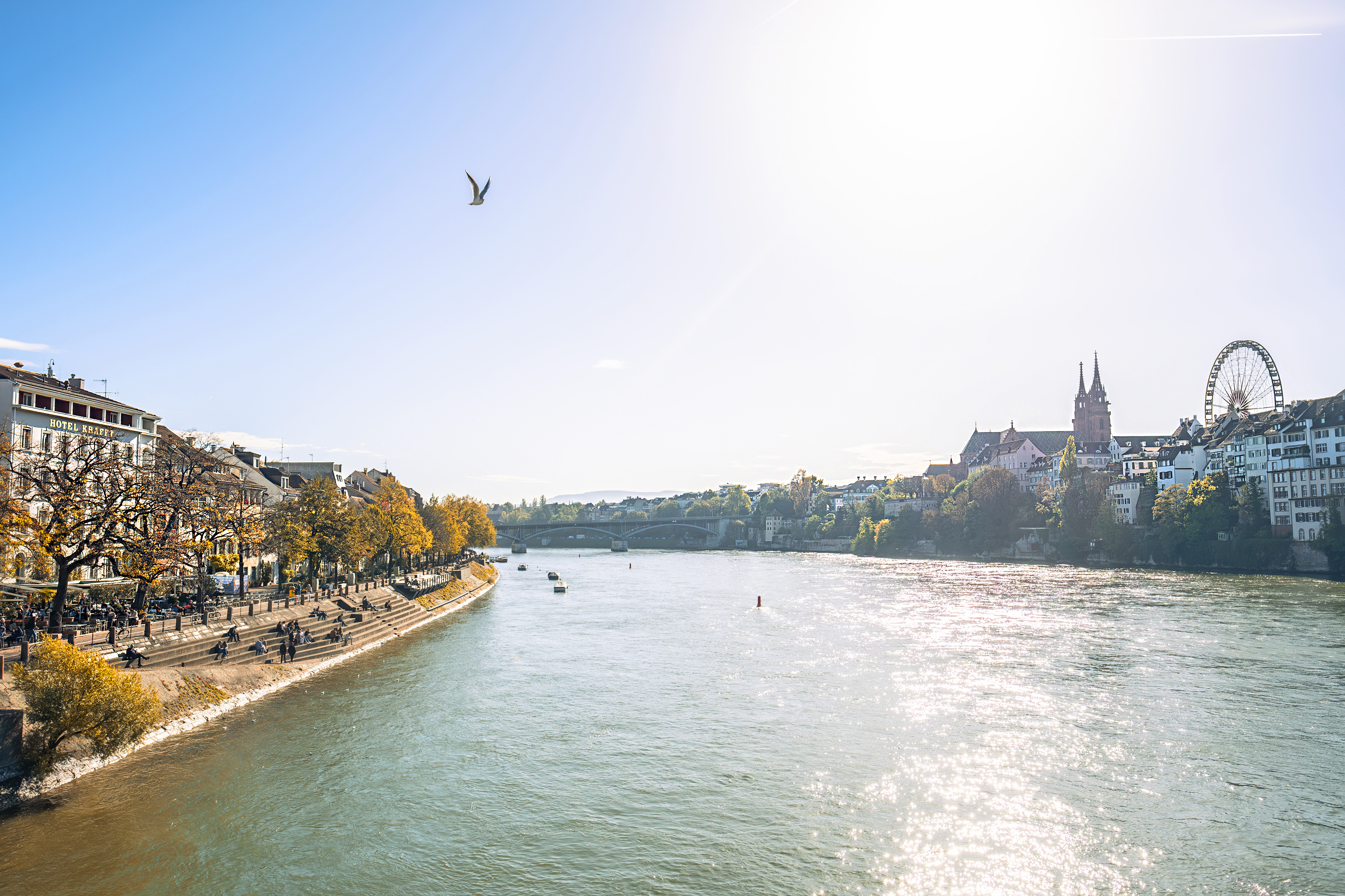
Ansicht Hotel Krafft Basel, 2025

Das Krafft Basel vereint das Hotel Krafft Basel und das Restaurant Krafft Basel in der Schweizer Stadt Basel. Das in der Kleinbasler Altstadt direkt am Rheinufer nahe der Mittleren Brücke stehende Haus wurde in den Jahren 1872–1873 erbaut und ist denkmalgeschützt. Seit 2005 ist das Hotel Mitglied des Vereins Swiss Historic Hotels.

## Geschichte

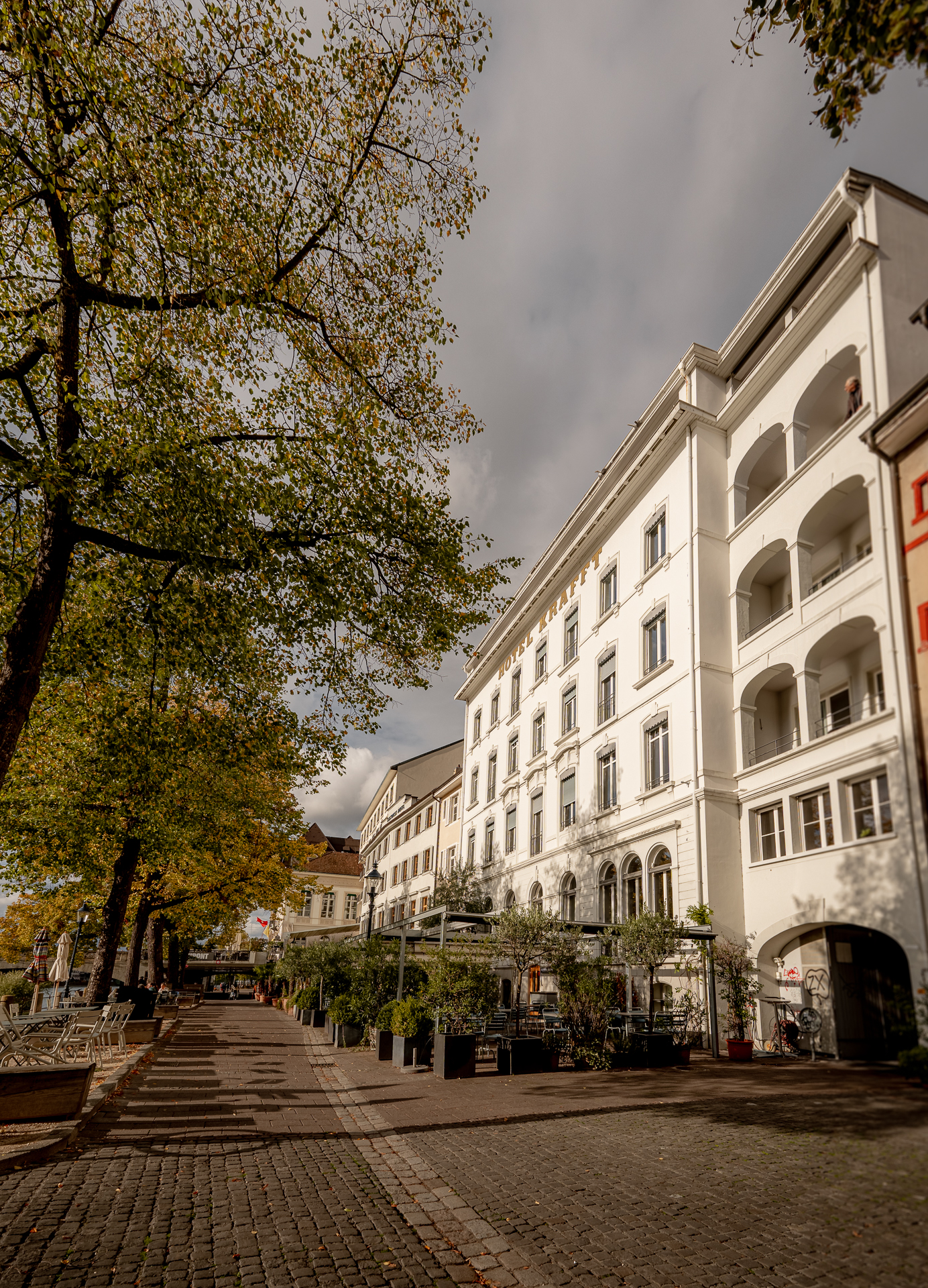
Hotel Krafft Basel. Fassade zum Unteren Rheinweg, 2024

Das Hotel eröffnete 1873 unter dem Namen „Hotel Krafft“. Nach dem Fall der Stadtmauern auf der Kleinbasler Seite des Rheins nutzte der Wirt Ernst Krafft (Grossvater von Karl Ernst Krafft) die Aufbruchsstimmung und liess in der zentral gelegenen Rheingasse das Hotel bauen. Der Vater von Hans Iselin, der Architekt Jakob Albrecht Ferdinand Iselin (1843–1881) entwarf einen grosszügigen, klassizistischen Bau.
1946 übernahm die Fricktaler Hotelierfamilie Waldmeier das Haus. 1958 wurde das Hotel einer Gesamtrenovation unterzogen und erhielt einen Anbau mit Durchgang zum Rhein und Loggien im Dachgeschoss. 2002 kaufte der Basler Gastronom Franz-Xaver Leonhardt das Traditionshaus, welches später von der Stiftung Edith Maryon als Eigentümerin übernommen wurde. Sie schloss mit der neu gegründeten Krafft AG (heute Krafft Gruppe) einen langjährigen Pachtvertrag ab. Zwischen 2003 und 2010 folgte der Aus- und Wiederaufbau des Speiserestaurants, die Renovation der Hotelzimmer, die Einrichtung eines Fumoirs und Seminarraums, die Eröffnung der in der Rheingasse gegenüberliegenden Hotel-Dépendance und der Consum Weinbar, sowie der Ausbau der Dachterrassenzimmer im Haupthaus.

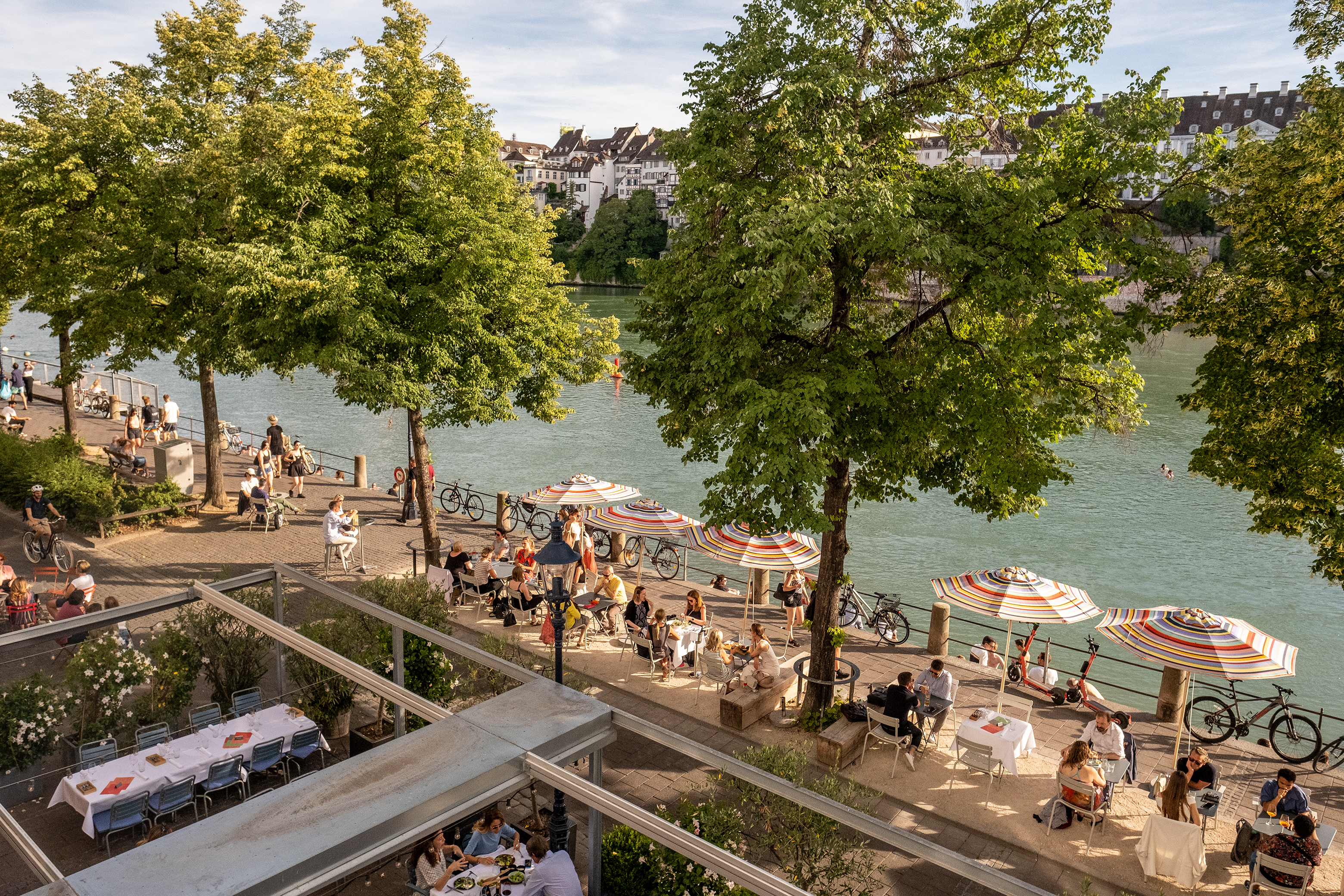
Restaurant Krafft Basel. Terrasse zum Unteren Rheinweg, 2024

Heute ist das Krafft Basel ein 4-Sterne Boutique Stadthotel im oberen Preissegment mit einem Restaurant, dem Salon bleu mit Kamin und der Consum Weinbar. Das Hotel Krafft Basel verfügt über 60 Zimmer in verschiedenen Kategorien. Im Haupthaus befinden sich 48, in der Dépendance 12 Hotelzimmer. Das Restaurant Krafft Basel bietet Platz für 80 Personen und eine grosse Terrasse direkt am Rheinufer. Chefkoch des Restaurants ist seit 2020 Lorenz Kaiser.

## Auszeichnungen
- 2007 wurde das Hotel Krafft Basel durch ICOMOS Schweiz zum historischen Hotel des Jahres gekürt.[4]
- 2016 erhielt das Hotel Krafft Basel den „City Historic Hotel Award 2017“ von Historic Hotels of Europe.[5]

## Krafft Gruppe
Die Krafft Gruppe wurde 2003 gegründet. Ihre Wurzeln liegen im Krafft Basel. Geführt wird die Gruppe von ihren Teilhabern, die teilweise auch in den verschiedenen Unternehmen tätig sind. Zur Krafft Gruppe gehören neben dem Krafft Basel drei weitere Betriebe: 
- Consum Weinbar
- Volta Bräu Brewery, Brewpub, Garden
- Nomad Design & Lifestyle Hotel